# Brian Robertson
Brian David "Robbo" Robertson (Clarkston, 12 de febrero de 1956) es un músico escocés, reconocido por su trabajo con las bandas Thin Lizzy y Motörhead. En 2011 grabó su primer álbum como solista, titulado Diamonds and Dirt.

## Carrera
Con Thin Lizzy grabó los discos Nightlife (1974), Fighting (1975), Jailbreak (1976), Johnny the Fox (1976), Bad Reputation (1977) y el álbum en directo Live and Dangerous (1978). Al abandonar la banda fue reemplazado por Gary Moore. Después formó la banda Wild Horses con el antiguo bajista de Rainbow, Jimmy Bain, grabando dos discos, Wild Horses (1980) y Stand Your Ground (1981).
A finales de 1982 se unió a Motörhead sustituyendo al guitarrista original "Fast" Eddie Clarke, que dejó la banda durante la gira en Estados Unidos del disco Iron Fist (1982). Con Motörhead grabó en 1983 el disco Another Perfect Day, un álbum más melódico que el resto de la discografía de Motörhead y que no fue bien recibido por los fanáticos. Abandonó la banda al no encajar con el estilo agresivo de la misma. Desde entonces ha pasado por varios proyectos y colaboraciones.

## Discografía

### Solista
- Diamonds and Dirt (2011)

### Thin Lizzy
- Nightlife (1974)
- Fighting (1975)
- Jailbreak (1976)
- Johnny the Fox (1976)
- Bad Reputation (1977)
- Live and Dangerous (1978)
- Life (1983)

### Wild Horses
- Wild Horses (1980)
- Stand Your Ground (1981)

### Motörhead
- Another Perfect Day (1983)
- Live 83 - Sheffield 9.6.1983 (1983)
- Live At Manchester 10.6.1983 (1983)
- No Remorse (1984)
- The Birthday Party (1990)